# Pierre Méchain
Pierre François André Méchain (Laon, 16 de agosto de 1744 — Castelló de la Plana, 20 de setembro de 1804) foi um astrônomo e geógrafo francês.
Famoso por ter descobertos 11 cometas e 26 objetos celestes, assim como por ter feito parte em numerosas expedições. Sua maior contribuição foi a medida do metro, junto com Jean Baptiste Joseph Delambre.
O asteroide 21785 Mechain foi assim nomeado em sua homenagem.

## Biografia
Estudou matemática em Paris, mas devido a problemas econômicos teve que deixar seus estudos e trabalhar como tutor. Desde muito jovem dedicou-se a estudar astronomia e geografia. Dedicou-se a fazer observações astronômicas detalhadas, tendo falecido quando trabalhando na medida detalhada do Meridiano na Espanha, morte devida à febre amarela que contraiu em Castelló de la Plana.

## Obras

### Observações astronômicas
Em 1774 estava com Charles Messier e ambos trabalharam no Hotel de Cluny catalogando estrelas. Neste período de colaboração descobriram muitos objetos que Messier comprovou posteriormente sua posição. Alguns dos objetos catalogados por Messier foram descobertos por Méchain, tais como M104, M105, M106 e M107.
Participou de inúmeras expedições pela costa francesa e em 1774 observou a ocultação de Aldebarã pela lua; após isto apresentou uma memória a Academia de Ciências de Paris.
Méchain descobriu cometas, seus primeiros foram em 1781 e por meio de seu conhecimento matemático trabalhou em calcular suas órbitas. Algumas de suas descobertas foram atribuídas a outros astrônomos, assim como o descobrimento de 2P/Encke (redescoberto anos mais tarde por Johann Franz Encke).

### Observações geográficas
Em 1787 Méchain colaborou com Jean Dominique Cassini e Adrien-Marie Legendre na medida precisa da longitude entre Paris e Greenwich. Neste ano os três visitaram em numerosas ocasiões William Herschel em seu observatório astronômico em Slough (Inglaterra).

## Publicações
- Base du système métrique décimal, com Jean-Baptiste Delambre (3 volumes, 1806) vol. 1 disponível em Gallica, vol. 2 disponível em Gallica, vol. 3 disponível em Gallica